# Beija-flor-de-gravata-verde
O beija-flor-de-gravata-verde (nome científico: Augastes scutatus) é uma espécie de ave apodiforme da família trochilidae presente em regiões semiáridas do Brasil, mais precisamente na Serra do Espinhaço, norte de Minas Gerais, desde Montes Claros, Grão Mogol, Diamantina, até a Serra do Cipó, em Belo Horizonte, Ouro Preto e Conselheiro Lafaiete.
Medindo aproximadamente 8 centímetros de comprimento, a espécie pesa aproximadamente 4 gramas e se caracteriza por uma faixa esbranquiçada no peitoral, a barriga cinza azulada e pela marcação verde que lembra uma gravata.
Apresentam dimorfismo sexual. O macho possui a plumagem da fronte, queixo e garganta verde-azulada mais brilhante e uma faixa estreita ao redor dos olhos. A fêmea possui fronte, queixo e garganta com uma leve coloração dourada e as penas da faixa que envolvem seus olhos são marrom escuro. Os pássaros mais jovens apresentam plumagem semelhante a das fêmeas adultas, diferenciando-se pela coloração da garganta, peito e abdômen, que podem ser de uma tonalidade de cinza.
Alimentam-se do néctar das flores e de pequenos insetos. Os machos dessa espécie caracterizam-se pelo hábito territorialista de defender manchas de recursos florais e também por empoleirassem em arbustos e produzir vocalizações agonísticas contra possíveis intrusos.

## Subespécies
São reconhecidas três subespécies:
- Augastes scutatus scutatus (Temminck, 1824) - Ocorre na região sudeste do Brasil. Encontrado em altitudes elevadas na porção centro-meridional da Cadeia do Espinhaço no centro e leste do estado de Minas Gerais.
- Augastes scutatus ilseae (Grantsau, 1967) - Ocorre na região sudeste do Brasil. Encontrado em altitudes moderadas na porção centro-meridional da Cadeia do Espinhaço no centro e leste do estado de Minas Gerais. Ilseae é um epônimo dedicado a esposa do prof. Rolf Grantsau.
- Augastes scutatus soaresi (Ruschi, 1963) - Ocorre na região sudeste do Brasil. Na bacia do rio Piracicaba na região central do estado de Minas Gerais.

Após uma revisão taxonômica realizada por Abreu, as subespécies A. s. ilseae e A. s. soaresi não são mais consideradas grupos naturais.